# ابراهیم بن حبیب الصباغ
ابراهیم بن حبیب الصّباغ (۱۷۱۵ – ۱۷۷۶) پزشک و سیاستمدار فلسطینی عثمانی واز برجسته‌ترین یاران ظاهر العمر الزیدانی بود. اصلش ازکسروان بود و پدرش در عکا سکنی گزید. او اصول طبابت را نزد راهبی در یکی از دِیرهای شویر آموخت و پس از بازگشت به عکا، به نبوغ و درمانگری خوب مشهور شد. پس از مدتی ثروتمند شد و به تجارت پرداخت. ظاهر العمر او را به عنوان پزشک شخصی خود، سرمایه‌گذار وجوه خود و نیز مشاور شخصی خود برگزید. پس از محاصرهٔ عکا و سقوط آن و ترور ظاهر، الصباغ دستگیر و اموالش مصادره شد و سپس به عنوان اسیر به استانبول برده شد و در آنجا کشته شد.

## زندگی
ابراهیم بن حبیب الصباغ در سال ۱۷۱۵م/۱۱۲۷ ق در شهر عکا، سنجق عکا، ولایت صیدا، امپراتوری عثمانی به دنیا آمد و توسط عمویش بزرگ شد. اصالتاً اهل کسروان (لبنان) بود که پدر و عمویش در سال ۱۷۰۰ در عکا ساکن شدند. او برای آموزش پزشکی به شویر در لبنان رفت و نزد راهبی در صومعه‌ای طب آموخت و در آن سرآمد شد. عمویش هنگامی که هفت ساله بود او را به صومعه سنت جان در الشویر در کسروان فرستاد و در آنجا ادبیات و علوم مهندسی را نزد پدر بروکوبیوس فرا گرفت. او تا بیست و نه سالگی در دیر ادامه داد و به عکا بازگشت.او سال‌ها در عکا زندگی کرد و به طبابت می‌پرداخت تا اینکه به دلیل مهارت و درمان خوب شهرت یافت و یکی از ثروتمندترین افراد شد و به تجارت پرداخت. ظاهر العمر او را به عنوان پزشک شخصی خود انتخاب کرد، سپس اعتماد او را جلب کرد و سرمایه‌گذار دارایی‌هایش در تجارت و همچنین مشاورش در مدیریت شد. پس از اینکه ظاهر العمر یوسف قسیس برکنار کرد، ابراهیم الصباغ را به جای وی به عنوان وزیر منصوب نمود. ابراهیم الصباغ از فرقه کلیسای کاتولیک یونانی پادشاهی بود که وزیر سابق نیز به آن وابسته بود. ابراهیم الصباغ ریاست هیئتی از کاتبان را بر عهده داشت که اکثر آنها از همین فرقه بودند، ماننی میکائیل البحری پسر عبود البحری از تجار حمص و إبراهیم أبو قالوش بودند دمشقی‌اصل که به عکا مهاجرت کرد. همچنین در میان کاتبان میکائیل السکروج و برادرش طنوس و گروهی از مشاوران مانند یوسف النجار المعلوف و پدر خلیف از ناصره بودند. ظاهر العمر از مسیحیان به عنوان وزیر و نویسنده استفاده می‌کرد، زیرا بسیاری از آنها در صومعه‌ها تحصیل کرده بودند و از سطح دانش و فرهنگی برخوردار بودند که آنها را واجد شرایط انجام وظایف مسؤولانهٔ بین‌المللی می‌کرد. ظاهر از توانایی‌ها و تجربیات آنان در امور حکومتی بدون تبعیض دینی استفاده می‌کرد. روابط تجاری ظاهر با بازرگانان اروپایی او را مجبور کرد به کارمندانی که به برخی از زبان‌های اروپایی مسلط هستند تکیه کند. ابراهیم الصباغ وزیر امور اداری و دارایی و پزشک شخصی ظاهر بود. حیدر أحمد الشهابی کار ابراهیم الصباغ را این گونه شرح داده و می‌گوید: «و ظاهر العمر را مدّبری بود که زمام تدبیرش را به او سپرده و ولایت امورش را بر عهده گرفته بود و او ابراهیم الصباغ بود.» ابراهیم الصباغ حرفهٔ خود را ارتقا داد و از یک حسابدار، صندوقدار یا مجری صرف به یک مشاور و شریک ضروری، یک متخصص در امور جمعیت، اقتصاد، امور اداری و حکومتداری و متخصص در مدیریت روابط خارجی تبدیل شد. این امر او را برای ایفای نقش محوری در مناطق تحت حکومت ظاهر العمر واجد شرایط ساخت.
ابراهیم خانه‌ای مجلل  و کارخانه‌ای بزرگ در عکا ساخت و مورد تجلیل پاپ قرار گرفت. اما او شدید الامساک بود و به پول عشق می‌ورزید. در سال ۱۷۵۷ م ظاهر به سختی بیمار شد و در آستانۀ مرگ بود و دکتر سلیمان صوان نتوانست او را معالجه کند، ابراهیم الصباغ را که به علم فراوان در طب شهرت داشت، آوردند و او در این امر موفق شد و ظاهر العمر او را به جای سلیمان صوان به عنوان پزشک شخصی منصوب کرد.
ابراهیم الصباغ با ظاهر ارتباط نزدیک داشت و به او توصیه‌های مهمی می‌کرد. او یک اتحاد سیاسی یکپارچه با ارباب خود تشکیل داد. او به دفاع از او و استقرار حکومت او علاقه داشت و بدین ترتیب سرنوشت آنها به هم گره خورده بود. ابراهیم الصباغ در حمایت از امور فرقهٔ خود به‌طور خاص و مسیحیان به‌طور عام مشارکت داشت. فرزندان و خویشاوندان و اعضای فرقهٔ او به مسئولیت‌های مهمی رسیدند، از این رو او در سال ۱۷۶۰ میلادی کلیسایی در عکا ساخت پس از آنکه فرمان لازم برای آن را از خلیفهٔ عثمانی اخذ کرد و آن را کلیسای مری اندروز نامید. در عهد ابراهیم الصباغ و با حمایت او، اولین اسقف کاتولیک رومی، از «کلیسای کاتولیک یونانی پادشاهی» در عکا منصوب شد که پدر ژرمنوس آدام نام داشت. ابراهیم الصباغ در اعطای مجوز به مارونی‌ها برای به دست آوردن عبادتگاه در ناصره در سال ۱۷۷۱ میلادی کمک کرد.
هنگامی که عکا در سال ۱۱۷۵ میلادی بر روی ظاهر العمر محاصره شد و دولت از ابراهیم الصباغ که تمام پول والی را در دست داشت، هفت سال مالیات خواست؛ اما ابراهیم امتناع نمود و ظاهر العمر را بر مقاومت تحریک می‌کرد. این ماجرا با سقوط عکا و کشته شدن ظاهر العمر و دستگیری ابراهیم الصباغ پایان یافت. گفته شده که مجموع پولی که ظاهر العمر و فرزندانش و ابراهیم الصباغ به خزانهٔ سلطان منتقل کردند، پنج میلیون لیرهٔ طلا و بیست و پنج میلیون فرانک طلا بود؛ همهٔ این‌ها به جز آنچه توسط کسانی که در مصادرهٔ اموال کار کردند، اختلاس شده بود.
ابراهیم الصباغ به عنوان اسیر به استانبول منتقل شد و در سال ۱۷۷۶م/ ۱۱۹۰ق کشته شد.
ابراهیم الصباغ از خود چهار پسر به جا گذاشت: حبیب، یوسف، عبود و نیکولا (نقولا). نیکولا کتابی به عنوان «الروض الظاهر فی تاریخ الظاهر» نوشت، پیش از آنکه به دمشق مهاجرت کند  همراه پدرش در پزشکی و دولت‌داری همکارش بود. در میان پسران نیکولا، میخائیل و عبود به شهرت رسیدند که دوران جوانی خود را در دمشق گذراندند، در آنجا به تحصیل ادبیات و زبان پرداختند، سپس با پدرشان به مصر رفتند. وقتی ناپلئون بناپارت در سال ۱۷۹۸ به مصر آمد، با علمایی که گرد او جمع شده بودند، میخائیل و عبود تماس گرفتند و پس از خروج ناپلئون از مصر مجبور شدند به فرانسه بروند. 